# Список астероїдів (18301—18400)
| Назва                          | Тимчасове позначення | Дата відкриття    | Місце відкриття                         | Відкривач                      |
| ------------------------------ | -------------------- | ----------------- | --------------------------------------- | ------------------------------ |
| 18301 Конюхов (Konyukhov)      | 1979 QZ9             | 27 серпня 1979    | КрАО                                    | Черних Микола Степанович       |
| (18302) 1980 FL3               | 1980 FL3             | 16 березня 1980   | Обсерваторія Ла-Сілья                   | Клаес-Інґвар Лаґерквіст        |
| (18303) 1980 PU                | 1980 PU              | 6 серпня 1980     | Обсерваторія Клеть                      | Зденька Ваврова                |
| (18304) 1981 DH1               | 1981 DH1             | 28 лютого 1981    | Обсерваторія Сайдинг-Спрінг             | Ш. Дж. Бас                     |
| (18305) 1981 DL1               | 1981 DL1             | 28 лютого 1981    | Обсерваторія Сайдинг-Спрінг             | Ш. Дж. Бас                     |
| (18306) 1981 EF9               | 1981 EF9             | 1 березня 1981    | Обсерваторія Сайдинг-Спрінг             | Ш. Дж. Бас                     |
| (18307) 1981 ER10              | 1981 ER10            | 1 березня 1981    | Обсерваторія Сайдинг-Спрінг             | Ш. Дж. Бас                     |
| (18308) 1981 EZ11              | 1981 EZ11            | 7 березня 1981    | Обсерваторія Сайдинг-Спрінг             | Ш. Дж. Бас                     |
| (18309) 1981 EV13              | 1981 EV13            | 1 березня 1981    | Обсерваторія Сайдинг-Спрінг             | Ш. Дж. Бас                     |
| (18310) 1981 EJ16              | 1981 EJ16            | 1 березня 1981    | Обсерваторія Сайдинг-Спрінг             | Ш. Дж. Бас                     |
| (18311) 1981 EV16              | 1981 EV16            | 6 березня 1981    | Обсерваторія Сайдинг-Спрінг             | Ш. Дж. Бас                     |
| (18312) 1981 EC19              | 1981 EC19            | 2 березня 1981    | Обсерваторія Сайдинг-Спрінг             | Ш. Дж. Бас                     |
| (18313) 1981 EB23              | 1981 EB23            | 2 березня 1981    | Обсерваторія Сайдинг-Спрінг             | Ш. Дж. Бас                     |
| (18314) 1981 EX27              | 1981 EX27            | 2 березня 1981    | Обсерваторія Сайдинг-Спрінг             | Ш. Дж. Бас                     |
| (18315) 1981 ED37              | 1981 ED37            | 11 березня 1981   | Обсерваторія Сайдинг-Спрінг             | Ш. Дж. Бас                     |
| (18316) 1981 EJ38              | 1981 EJ38            | 1 березня 1981    | Обсерваторія Сайдинг-Спрінг             | Ш. Дж. Бас                     |
| (18317) 1981 EM41              | 1981 EM41            | 2 березня 1981    | Обсерваторія Сайдинг-Спрінг             | Ш. Дж. Бас                     |
| (18318) 1981 ET43              | 1981 ET43            | 6 березня 1981    | Обсерваторія Сайдинг-Спрінг             | Ш. Дж. Бас                     |
| (18319) 1981 QS2               | 1981 QS2             | 23 серпня 1981    | Обсерваторія Ла-Сілья                   | Анрі Дебеонь                   |
| (18320) 1981 UJ28              | 1981 UJ28            | 24 жовтня 1981    | Паломарська обсерваторія                | Ш. Дж. Бас                     |
| 18321 Бобров (Bobrov)          | 1982 UQ10            | 25 жовтня 1982    | КрАО                                    | Журавльова Людмила Василівна   |
| (18322) 1982 VF5               | 1982 VF5             | 14 листопада 1982 | Обсерваторія Кісо                       | Хірокі Косаї, Кіїтіро Фурукава |
| (18323) 1983 RZ2               | 1983 RZ2             | 2 вересня 1983    | Обсерваторія Ла-Сілья                   | Анрі Дебеонь                   |
| (18324) 1984 HA2               | 1984 HA2             | 27 квітня 1984    | Обсерваторія Ла-Сілья                   | Обсерваторія Ла-Сілья          |
| (18325) 1984 SB2               | 1984 SB2             | 29 вересня 1984   | Обсерваторія Клеть                      | Антонін Мркос                  |
| (18326) 1985 CV1               | 1985 CV1             | 11 лютого 1985    | Обсерваторія Ла-Сілья                   | Анрі Дебеонь                   |
| (18327) 1985 CX1               | 1985 CX1             | 12 лютого 1985    | Обсерваторія Ла-Сілья                   | Анрі Дебеонь                   |
| (18328) 1985 UU                | 1985 UU              | 20 жовтня 1985    | Обсерваторія Клеть                      | Антонін Мркос                  |
| (18329) 1986 RY4               | 1986 RY4             | 1 вересня 1986    | Обсерваторія Ла-Сілья                   | Анрі Дебеонь                   |
| (18330) 1987 BW1               | 1987 BW1             | 25 січня 1987     | Обсерваторія Ла-Сілья                   | Ерік Вальтер Ельст             |
| (18331) 1987 DQ6               | 1987 DQ6             | 24 лютого 1987    | Обсерваторія Ла-Сілья                   | Анрі Дебеонь                   |
| (18332) 1987 ON                | 1987 ON              | 19 липня 1987     | Паломарська обсерваторія                | Е. Гелін                       |
| (18333) 1987 OV                | 1987 OV              | 19 липня 1987     | Паломарська обсерваторія                | Е. Гелін                       |
| 18334 Дроздов (Drozdov)        | 1987 RA3             | 2 вересня 1987    | КрАО                                    | Карачкіна Людмила Георгіївна   |
| 18335 San Cassiano             | 1987 SC1             | 19 вересня 1987   | Станція Андерсон-Меса                   | Едвард Бовелл                  |
| (18336) 1988 LG                | 1988 LG              | 15 червня 1988    | Паломарська обсерваторія                | Е. Гелін                       |
| (18337) 1988 RB11              | 1988 RB11            | 14 вересня 1988   | Обсерваторія Серро Тололо               | Ш. Дж. Бас                     |
| (18338) 1989 EP2               | 1989 EP2             | 4 березня 1989    | Паломарська обсерваторія                | Е. Гелін                       |
| (18339) 1989 GM2               | 1989 GM2             | 3 квітня 1989     | Обсерваторія Ла-Сілья                   | Ерік Вальтер Ельст             |
| (18340) 1989 OM                | 1989 OM              | 29 липня 1989     | Університетська обсерваторія Маунт-Джон | Алан Ґілмор, Памела Кілмартін  |
| (18341) 1989 SJ5               | 1989 SJ5             | 26 вересня 1989   | Обсерваторія Ла-Сілья                   | Ерік Вальтер Ельст             |
| (18342) 1989 ST9               | 1989 ST9             | 26 вересня 1989   | Обсерваторія Ла-Сілья                   | Анрі Дебеонь                   |
| (18343) 1989 TN                | 1989 TN              | 2 жовтня 1989     | Смолян                                  | Ерік Вальтер Ельст             |
| (18344) 1989 TN11              | 1989 TN11            | 2 жовтня 1989     | Обсерваторія Серро Тололо               | Ш. Дж. Бас                     |
| (18345) 1989 UP4               | 1989 UP4             | 22 жовтня 1989    | Обсерваторія Клеть                      | Зденька Ваврова                |
| (18346) 1989 WG                | 1989 WG              | 20 листопада 1989 | Обсерваторія Ґекко                      | Йошіакі Ошіма                  |
| (18347) 1989 WU                | 1989 WU              | 20 листопада 1989 | Обсерваторія Ніхондайра                 | Обсерваторія Ніхондайра        |
| (18348) 1990 BM1               | 1990 BM1             | 22 січня 1990     | Паломарська обсерваторія                | Е. Гелін                       |
| 18349 Dafydd                   | 1990 OV4             | 25 липня 1990     | Паломарська обсерваторія                | Генрі Гольт                    |
| (18350) 1990 QJ2               | 1990 QJ2             | 22 серпня 1990    | Паломарська обсерваторія                | Генрі Гольт                    |
| (18351) 1990 QN5               | 1990 QN5             | 29 серпня 1990    | Паломарська обсерваторія                | Генрі Гольт                    |
| (18352) 1990 QB8               | 1990 QB8             | 16 серпня 1990    | Обсерваторія Ла-Сілья                   | Ерік Вальтер Ельст             |
| (18353) 1990 QF9               | 1990 QF9             | 16 серпня 1990    | Обсерваторія Ла-Сілья                   | Ерік Вальтер Ельст             |
| (18354) 1990 RK5               | 1990 RK5             | 15 вересня 1990   | Паломарська обсерваторія                | Генрі Гольт                    |
| (18355) 1990 RN9               | 1990 RN9             | 14 вересня 1990   | Паломарська обсерваторія                | Генрі Гольт                    |
| (18356) 1990 SF1               | 1990 SF1             | 16 вересня 1990   | Паломарська обсерваторія                | Генрі Гольт                    |
| (18357) 1990 SR2               | 1990 SR2             | 18 вересня 1990   | Паломарська обсерваторія                | Генрі Гольт                    |
| (18358) 1990 SB11              | 1990 SB11            | 16 вересня 1990   | Паломарська обсерваторія                | Генрі Гольт                    |
| 18359 Якобштауде (Jakobstaude) | 1990 TL7             | 13 жовтня 1990    | Обсерваторія Карла Шварцшильда          | Лутц Шмадель, Ф. Бернґен       |
| 18360 Сакс (Sachs)             | 1990 TF9             | 10 жовтня 1990    | Обсерваторія Карла Шварцшильда          | Ф. Бернґен, Лутц Шмадель       |
| (18361) 1990 VN6               | 1990 VN6             | 15 листопада 1990 | Обсерваторія Ла-Сілья                   | Ерік Вальтер Ельст             |
| (18362) 1990 VX6               | 1990 VX6             | 15 листопада 1990 | Обсерваторія Ла-Сілья                   | Ерік Вальтер Ельст             |
| (18363) 1990 VW8               | 1990 VW8             | 12 листопада 1990 | Обсерваторія Ла-Сілья                   | Ерік Вальтер Ельст             |
| (18364) 1990 WF4               | 1990 WF4             | 16 листопада 1990 | Обсерваторія Ла-Сілья                   | Ерік Вальтер Ельст             |
| 18365 Сімомото (Shimomoto)     | 1990 WN5             | 17 листопада 1990 | Обсерваторія Ґейсей                     | Тсутому Секі                   |
| (18366) 1991 DG1               | 1991 DG1             | 18 лютого 1991    | Паломарська обсерваторія                | Е. Гелін                       |
| (18367) 1991 FS1               | 1991 FS1             | 17 березня 1991   | Обсерваторія Ла-Сілья                   | Анрі Дебеонь                   |
| 18368 Фландрау (Flandrau)      | 1991 GZ1             | 15 квітня 1991    | Паломарська обсерваторія                | Керолін Шумейкер, Девід Леві   |
| (18369) 1991 LM                | 1991 LM              | 13 червня 1991    | Паломарська обсерваторія                | Е. Гелін                       |
| (18370) 1991 NS2               | 1991 NS2             | 12 липня 1991     | Паломарська обсерваторія                | Генрі Гольт                    |
| (18371) 1991 PH10              | 1991 PH10            | 7 серпня 1991     | Паломарська обсерваторія                | Генрі Гольт                    |
| (18372) 1991 RF16              | 1991 RF16            | 15 вересня 1991   | Паломарська обсерваторія                | Генрі Гольт                    |
| (18373) 1991 RQ16              | 1991 RQ16            | 15 вересня 1991   | Паломарська обсерваторія                | Генрі Гольт                    |
| (18374) 1991 RA18              | 1991 RA18            | 13 вересня 1991   | Паломарська обсерваторія                | Генрі Гольт                    |
| (18375) 1991 RC27              | 1991 RC27            | 13 вересня 1991   | Паломарська обсерваторія                | Генрі Гольт                    |
| 18376 Куек (Quirk)             | 1991 SQ              | 30 вересня 1991   | Обсерваторія Сайдинг-Спрінг             | Роберт Макнот                  |
| (18377) 1991 SH1               | 1991 SH1             | 28 вересня 1991   | Обсерваторія Сайдинг-Спрінг             | Роберт Макнот                  |
| (18378) 1991 UX2               | 1991 UX2             | 31 жовтня 1991    | Обсерваторія Кушіро                     | Сейджі Уеда, Хіроші Канеда     |
| 18379 Josevandam               | 1991 VJ6             | 6 листопада 1991  | Обсерваторія Ла-Сілья                   | Ерік Вальтер Ельст             |
| (18380) 1991 VZ8               | 1991 VZ8             | 4 листопада 1991  | Обсерваторія Кітт-Пік                   | Spacewatch                     |
| 18381 Massenet                 | 1991 YU              | 30 грудня 1991    | Обсерваторія Верхнього Провансу         | Ерік Вальтер Ельст             |
| (18382) 1992 EG22              | 1992 EG22            | 1 березня 1992    | Обсерваторія Ла-Сілья                   | UESAC                          |
| (18383) 1992 ER28              | 1992 ER28            | 8 березня 1992    | Обсерваторія Ла-Сілья                   | UESAC                          |
| (18384) 1992 ES28              | 1992 ES28            | 8 березня 1992    | Обсерваторія Ла-Сілья                   | UESAC                          |
| (18385) 1992 EG31              | 1992 EG31            | 1 березня 1992    | Обсерваторія Ла-Сілья                   | UESAC                          |
| (18386) 1992 EL35              | 1992 EL35            | 2 березня 1992    | Обсерваторія Ла-Сілья                   | UESAC                          |
| (18387) 1992 GN3               | 1992 GN3             | 4 квітня 1992     | Обсерваторія Ла-Сілья                   | Ерік Вальтер Ельст             |
| (18388) 1992 GX4               | 1992 GX4             | 4 квітня 1992     | Обсерваторія Ла-Сілья                   | Ерік Вальтер Ельст             |
| (18389) 1992 JU2               | 1992 JU2             | 4 травня 1992     | Обсерваторія Ла-Сілья                   | Анрі Дебеонь                   |
| (18390) 1992 JD3               | 1992 JD3             | 7 травня 1992     | Обсерваторія Ла-Сілья                   | Анрі Дебеонь                   |
| (18391) 1992 PO1               | 1992 PO1             | 8 серпня 1992     | Коссоль                                 | Ерік Вальтер Ельст             |
| (18392) 1992 PT4               | 1992 PT4             | 2 серпня 1992     | Паломарська обсерваторія                | Генрі Гольт                    |
| (18393) 1992 QB                | 1992 QB              | 19 серпня 1992    | Обсерваторія Сайдинг-Спрінг             | Роберт Макнот                  |
| (18394) 1992 RR5               | 1992 RR5             | 2 вересня 1992    | Обсерваторія Ла-Сілья                   | Ерік Вальтер Ельст             |
| 18395 Шмідмайєр (Schmiedmayer) | 1992 SH2             | 21 вересня 1992   | Обсерваторія Карла Шварцшильда          | Лутц Шмадель, Ф. Бернґен       |
| 18396 Неллізакс (Nellysachs)   | 1992 SN2             | 21 вересня 1992   | Обсерваторія Карла Шварцшильда          | Ф. Бернґен, Лутц Шмадель       |
| (18397) 1992 SF14              | 1992 SF14            | 28 вересня 1992   | Паломарська обсерваторія                | Генрі Гольт                    |
| 18398 Bregenz                  | 1992 SQ23            | 23 вересня 1992   | Обсерваторія Карла Шварцшильда          | Ф. Бернґен                     |
| (18399) 1992 WK1               | 1992 WK1             | 17 листопада 1992 | Обсерваторія Кітамі                     | Кін Ендате, Кадзуро Ватанабе   |
| (18400) 1992 WY3               | 1992 WY3             | 25 листопада 1992 | Обсерваторія Ґейсей                     | Тсутому Секі                   |

| ← Астероїди 10001—20000 → |             |             |             |             |             |             |             |             |             |
| 10001—10100               | 11001—11100 | 12001—12100 | 13001—13100 | 14001—14100 | 15001—15100 | 16001—16100 | 17001—17100 | 18001—18100 | 19001—19100 |
| 10101—10200               | 11101—11200 | 12101—12200 | 13101—13200 | 14101—14200 | 15101—15200 | 16101—16200 | 17101—17200 | 18101—18200 | 19101—19200 |
| 10201—10300               | 11201—11300 | 12201—12300 | 13201—13300 | 14201—14300 | 15201—15300 | 16201—16300 | 17201—17300 | 18201—18300 | 19201—19300 |
| 10301—10400               | 11301—11400 | 12301—12400 | 13301—13400 | 14301—14400 | 15301—15400 | 16301—16400 | 17301—17400 | 18301—18400 | 19301—19400 |
| 10401—10500               | 11401—11500 | 12401—12500 | 13401—13500 | 14401—14500 | 15401—15500 | 16401—16500 | 17401—17500 | 18401—18500 | 19401—19500 |
| 10501—10600               | 11501—11600 | 12501—12600 | 13501—13600 | 14501—14600 | 15501—15600 | 16501—16600 | 17501—17600 | 18501—18600 | 19501—19600 |
| 10601—10700               | 11601—11700 | 12601—12700 | 13601—13700 | 14601—14700 | 15601—15700 | 16601—16700 | 17601—17700 | 18601—18700 | 19601—19700 |
| 10701—10800               | 11701—11800 | 12701—12800 | 13701—13800 | 14701—14800 | 15701—15800 | 16701—16800 | 17701—17800 | 18701—18800 | 19701—19800 |
| 10801—10900               | 11801—11900 | 12801—12900 | 13801—13900 | 14801—14900 | 15801—15900 | 16801—16900 | 17801—17900 | 18801—18900 | 19801—19900 |
| 10901—11000               | 11901—12000 | 12901—13000 | 13901—14000 | 14901—15000 | 15901—16000 | 16901—17000 | 17901—18000 | 18901—19000 | 19901—20000 |